# Lost Themes III: Alive After Death
Lost Themes III: Alive After Death è un album in studio del regista e compositore statunitense John Carpenter, pubblicato nel 2021.

## Tracce
1. Alive After Death – 4:04
2. Weeping Ghost – 3:33
3. Dripping Blood – 3:54
4. Dead Eyes – 3:26
5. Vampire's Touch – 4:30
6. Cemetry – 4:11
7. Skeleton – 3:13
8. Turning the Bones – 3:33
9. The Dead Walk – 4:25
10. Carpathian Darkness – 5:36